# Южные чащи и кустарниковые заросли акации и коммифоры
Южные чащи и кустарниковые заросли акации и коммифоры — экологический регион, расположенный в Танзании и Кении. В Танзании разделён пополам экорегионами центральных замбезийских лесов миомбо, вулканических лугов Серенгети и восточноафриканских горных лесов. Статус сохранности экорегиона оценивается как уязвимый, его специальный код — AT0716.
В геологическом отношении вся территория экорегиона подстилается породами докембрийского фундамента, которые деформировались, а затем подверглись эрозии в течение сотен миллионов лет.

## Климат
Климат тропический, с сезонными дождями. Продолжительные дожди идут с марта по май, короткие с ноября по декабрь. Среднее количество осадков в год составляет 600—800 мм на большей части экорегиона. Крайние значения включают 500 мм в засушливых юго-восточных равнинах и 1200 мм в северо-западном регионе, расположенном в Кении. Количество осадков варьируется, так что короткие дожди могут не выпадать в конкретный год или дожди могут идти между двумя сезонами дождей, объединяя их. Средние максимальные температуры варьируются от 30 °C на более низких регионах до 24 °C на более высоких. Средние минимальные температуры варьируются от 9 °C до 18 °C, а обычно от 13 °C до 16 °C.

## Флора и фауна
Преобладающие растения — акация, коммифора, кроталярия, а также травы Themeda triandra, Setaria incrassata и Panicum coloratum.
Экорегион отличается большой концентрацией крупных млекопитающих. Миграции примерно 1,3 млн голубых гну, 200 000 бурчелловых зебр и 400 000 газелей Томсона является наиболее впечатляющим массовым перемещением наземных животных в любой точке мира. Эти миграции происходят в экорегионе южных чащ и кустарниковых зарослей акации и коммифоры в течение большей части года, однако на некоторое время большинство животных обитает в регионе вулканических лугов Серенгети. В экорегионе также имеется большое количество крупных хищников: около 7500 пятнистых гиен и 2800 львов. Также тут обитают леопард, гепард и гиеновидные собаки. Даже несмотря на такое большое количество млекопитающих, строго эндемичных млекопитающих здесь нет, только три вида мелких млекопитающих считаются почти эндемичными.
В национальных парках Тарангире и Серенгети зарегистрировано от 350 до 400 видов птиц. «Равнины Серенгети» — это местность эндемичных птиц, где встречаются виды с ограниченным ареалом: краснохвостый ткач, серохохлый очковый сорокопут, неразлучник Фишера, карамоджийский апалис и другие.
Регион также богат разнообразием и эндемизмом рептилий. Существует три строгих эндемика: Amblyodipsas dimidiata, Geocalamus acutus и Geocalamus modestus. Более 10 видов рептилий считаются почти эндемичными. Экорегион также является важной средой обитания эластичной черепахи.

## Состояние экорегиона

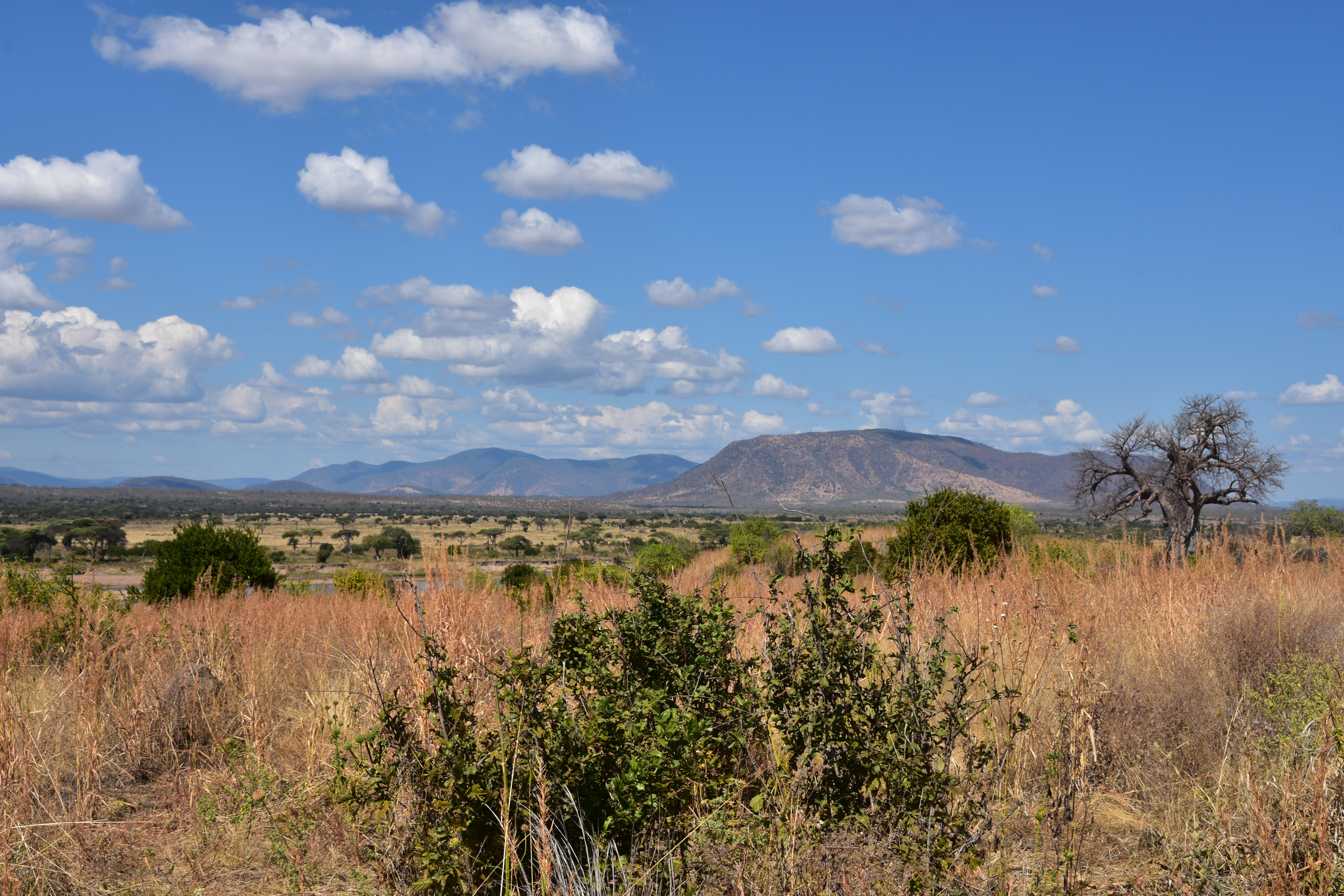
Национальный парк Руаха

Численность населения в экорегионе умеренная, обычно от 10 до 50 чел. на км². Самое большое количество человек проживает около озера Виктория и в предгорьях гор.
Болезни являются важной переменной как в структуре расселения людей, так и в количестве популяций диких животных в регионе. Первоначально присутствие мухи цеце, переносящей сонную болезнь, ограничивало развитие большей части экорегиона. Частичное искоренение болезни сделало возможным поселение людей на большей части территории. Вспышки чумы крупного рогатого скота вызвали массовую смертность как диких антилоп, так и домашнего скота. В 1890 году 95 % всех буйволов и антилоп гну умерло во всей Восточной Африке.
Основные угрозы для экорегиона — браконьерство на крупных млекопитающих для получения частей тела и мяса, расширение пастбищного и сельскохозяйственного использования территории, потеря жизнеспособных коридоров между охраняемыми территориями, усиление негативного взаимодействия между скотоводами и дикими животными, пожары, которые могут произойти во время длительного засушливого сезона, во время которого луга пересыхают, а кустарники и деревья теряют свою листву, а также вырубка деревьев. В густонаселённых районах возобновление деревьев обычно очень низкое.
Повсюду в экорегионе есть участки практически нетронутой среды обитания. Большое количество охраняемых территорий, занимающих около 20 % от территории экорегиона, обеспечивает высокую степень защиты мест обитания. Это одни из наиболее управляемых охраняемых территорий в Африке. Существует также значительная часть земли для многоцелевого использования, на которой разрешена как охота, так и выпас скота. В прошлом во многих районах отмечалось серьёзное браконьерство на слонов. Это в большой степени было остановлено из-за ограничений СИТЕС на торговлю слоновой костью из-за сокращений популяций слонов. Браконьерство на чёрных носорогов было ещё более серьёзной проблемой, они были практически истреблены, за исключением некоторых особо охраняемых участков.
За пределами охраняемых территорий почти все земли пригодные для крупномасштабного сельского хозяйства, уже преобразованы. Это преобразование сократило количество и разнообразие коридоров, доступных дикой природе для перемещения между охраняемыми территориями. Например, количество доступных коридоров между национальным парком Тарангире и близлежащими охраняемыми территориями уменьшилось с 30 до 4 с начала 1970-х годов. В целом, наиболее повреждённые места обитания в экорегионе расположены недалеко от гор. Эти районы являются надёжным источником дождевых осадков и воды для орошения важны как для крупномасштабного коммерческого, так для натурального сельского хозяйства. Районы, расположенные вблизи озера Виктория, в основном являются сельскохозяйственными и имеют более высокую, чем в среднем, плотность населения.

## Провинции, полностью или частично расположенные в экорегионе
- Кения: Бомет, Бусиа, Керичо, Кисии, Кисуму, Мигори, Нанди, Нарок, Ньямира, Сиайя, Хома Бэй;
- Танзания: Аруша, Додома, Иринга, Кагера, Килиманджаро, Маньяра, Мара, Мбея, Мванза, Морогоро, Нджомбе, Симию, Сингида, Табора, Танга, Шиньянга.